# Barry K. Barnes
Barry K. Barnes (27 de diciembre de 1906-12 de enero de 1965) fue un actor de cine británico. Nació en Londres. Apareció en 16 películas entre 1936 y 1947. Interpretó a Sir Percy Blakeney en la película Return of the Scarlet Pimpernel.

## Filmografía selecta
- Return of the Scarlet Pimpernel (1937)
- This Man Is News (1938)
- You're the Doctor (1938)
- The Ware Case (1938)
- This Man in Paris (1939)
- The Midas Touch (1940)
- Spies of the Air (1940)
- Law and Disorder (1940)
- Girl in the News (1940)
- Two for Danger (1940)
- Bedelia (1946)
- Dancing with Crime (1947)
- Cup-Tie Honeymoon (1948)